# Inga Thöne
Inga Thöne (* 24. November 1992 in München) ist eine deutsche Rudersportlerin, die als Steuerfrau bis 2023 sowohl bei Weltmeisterschaften als auch bei Europameisterschaften je eine Silber- und eine Bronzemedaille gewann.

## Sportliche Karriere
Inga Thöne vom Ulmer Ruderclub Donau war 2016 Deutsche Meisterin mit dem Achter.
Ihre internationale Karriere begann Inga Thöne als Steuerfrau des deutschen Achters bei U23-Weltmeisterschaften. Hier gewann sie 2012 Silber sowie 2013 und 2014 Bronze. Ab 2015 steuerte sie den deutschen Mixed-Vierer. 2015 bei den Weltmeisterschaften in Frankreich belegte der deutsche Mixed-Vierer als Sieger des B-Finales den siebten Platz in der Besetzung Juliane Benndorf, Tino Kolitscher, Valentin Luz, Susanne Lackner und Inga Thöne. Ein Jahr später bei den Paralympischen Spielen in Rio de Janeiro wurden Anke Molkenthin, Tino Kolitscher, Valentin Luz, Susanne Lackner und Inga Thöne Vierte mit sieben Sekunden Rückstand auf den drittplatzierten kanadischen Vierer.
Nach zwei Jahren Unterbrechung war Thöne 2019 wieder bei Weltmeisterschaften dabei. Susanne Lackner, Hanna Moana Glade, Valentin Luz, Jan Helmich und Inga Thöne belegten den zehnten Platz. 2022 und 2023 bildeten Susanne Lackner, Jan Helmich, Marc Lembeck, Kathrin Marchand und Inga Thöne den deutschen Mixed-Vierer. Bei den Europameisterschaften 2022 in München siegten die Briten vor den Franzosen, sieben Sekunden hinter den Franzosen ruderte das deutsche Boot über die Ziellinie. Bei den Weltmeisterschaften in Račice u Štětí gewannen die Briten. 18 Sekunden hinter den Briten aber viereinhalb Sekunden vor den Franzosen wurden die Deutschen Zweite. Auch 2023 bei den Europameisterschaften in Bled ruderten die Briten als Erste ins Ziel, fünf Sekunden dahinter erkämpften die Deutschen die Silbermedaille vor dem französischen Boot. Drei Monate später bei den Weltmeisterschaften in Belgrad setzten die Briten ihre Siegesserie fort. Drei Sekunden nach den Briten erreichte das Quintett aus den Vereinigten Staaten den zweiten Platz mit viereinhalb Sekunden Vorsprung vor der deutschen Crew.
Inga Thöne ist Architektin.